# سان سبا (تگزاس)
سان سبا، تگزاس(به انگلیسی: San Saba, Texas) شهری در ایالت تگزاس از ایالات جنوبی ایالات متحده آمریکا است. در سرشماری سال ۲۰۰۰، جمعیت این شهر ۲۶۳۷ نفر اعلام شد.